# Pauhof Architekten

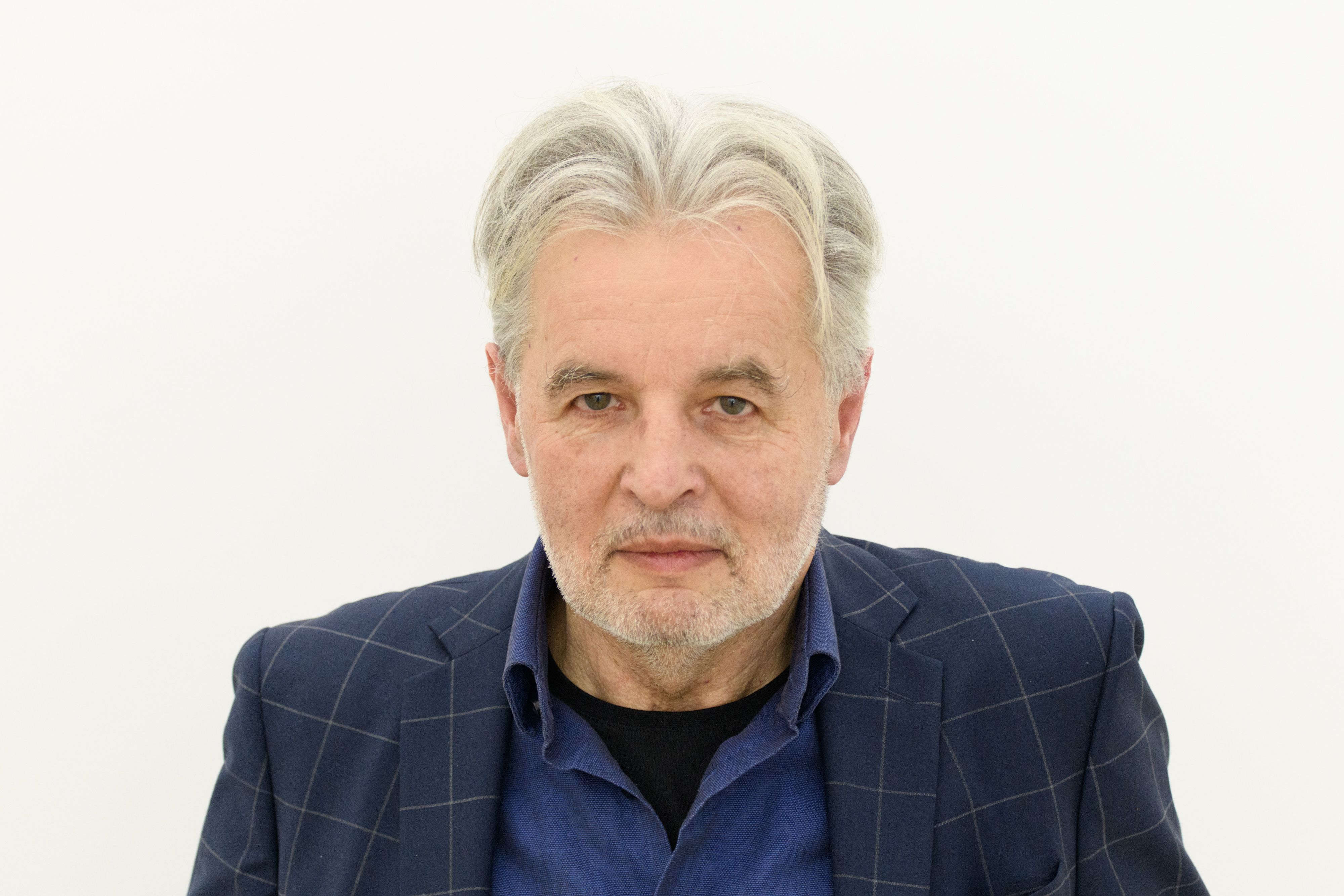
Michael Hofstätter (2022)

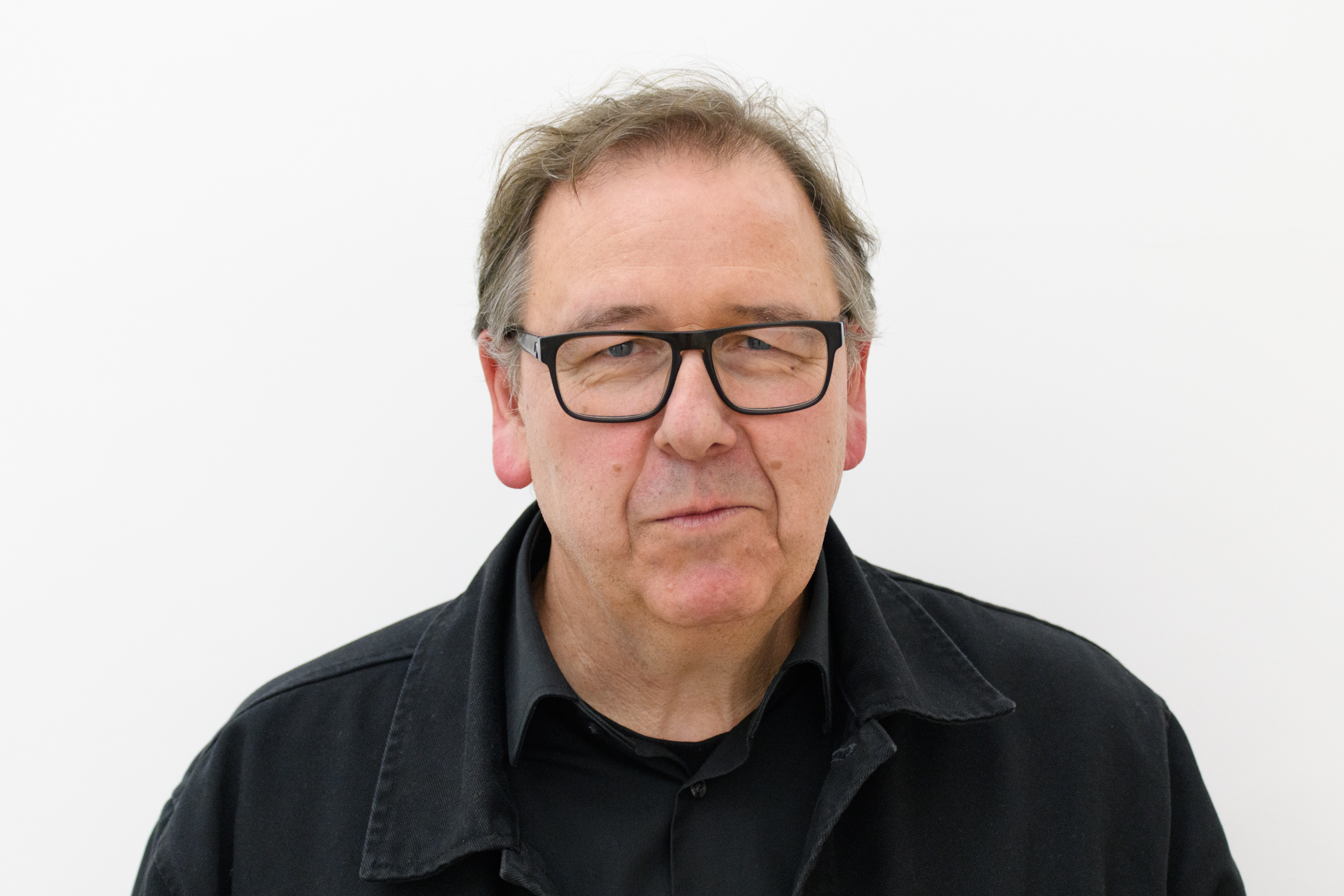
Wolfgang Pauzenberger (2022)

Pauhof Architekten ist ein österreichisches Architekturbüro, gegründet von Wolfgang Pauzenberger (* 1955) und Michael Hofstätter (* 1953).

## Werdegang
Das Architekturbüro Pauhof, gegründet 1986, entwirft urbanistische Szenarien, wagt architektonische Experimente, beteiligt sich an Wettbewerben, national wie international, bearbeitet Ausstellungen und solcher Gestaltung.
Pauhof Architekten waren 1992 Teilnehmer des Österreich-Beitrags für die XVIII Triennale di Milano im Palazzo dell´Arte. 2008 gestalteten sie den österreichischen Pavillon auf der 11. Architektur Biennale di Venezia. Zur Architekturweltkonferenz ArchiLab in Orléans wurden sie 1999, 2000 und 2001 geladen und präsentierten dort jeweils ihre Werke in den diese begleitenden Ausstellungen.
Ihre Arbeiten sind charakterisiert durch das Spannungsfeld von Architektur, Stadtplanung und Kunst. PAUHOF kollaborierten mit Künstlern wie Walter Niedermayr, Heimo Zobernig, Martin Kippenberger, … und immer wieder mit der Architekturtheoretikerin Sigrid Hauser, aber auch mit dem Ausstellungsmacher Moritz Küng.
Hofstätter und Pauzenberger studierten an der TU Wien, lehrten dort und waren gemeinsam mit Sigrid Hauser und Jan Turnovský Redakteure/Verfasser/Gestalter der Prolegomena-Hefte: u. a. über Lois Welzenbacher, Ricardo Bofill, Tadao Ando, Heinz Bienefeld, … Gastprofessuren an derselben Universität, Workshops / Vorträge / Seminare / Konferenzen u. a. in Teheran, Yazd, Yogyakarta, Nanjing, Zürich, Frankfurt, Mailand, Orléans, Tokio, London, Berlin, Bukarest.
Während des Transports der Ausstellung Beyond the Minimal von London nach Tokio wurden mehrere ihrer viel beachteten Metallmodelle zerstört.

## Projekte – Urbanistische Szenarien (Auswahl)

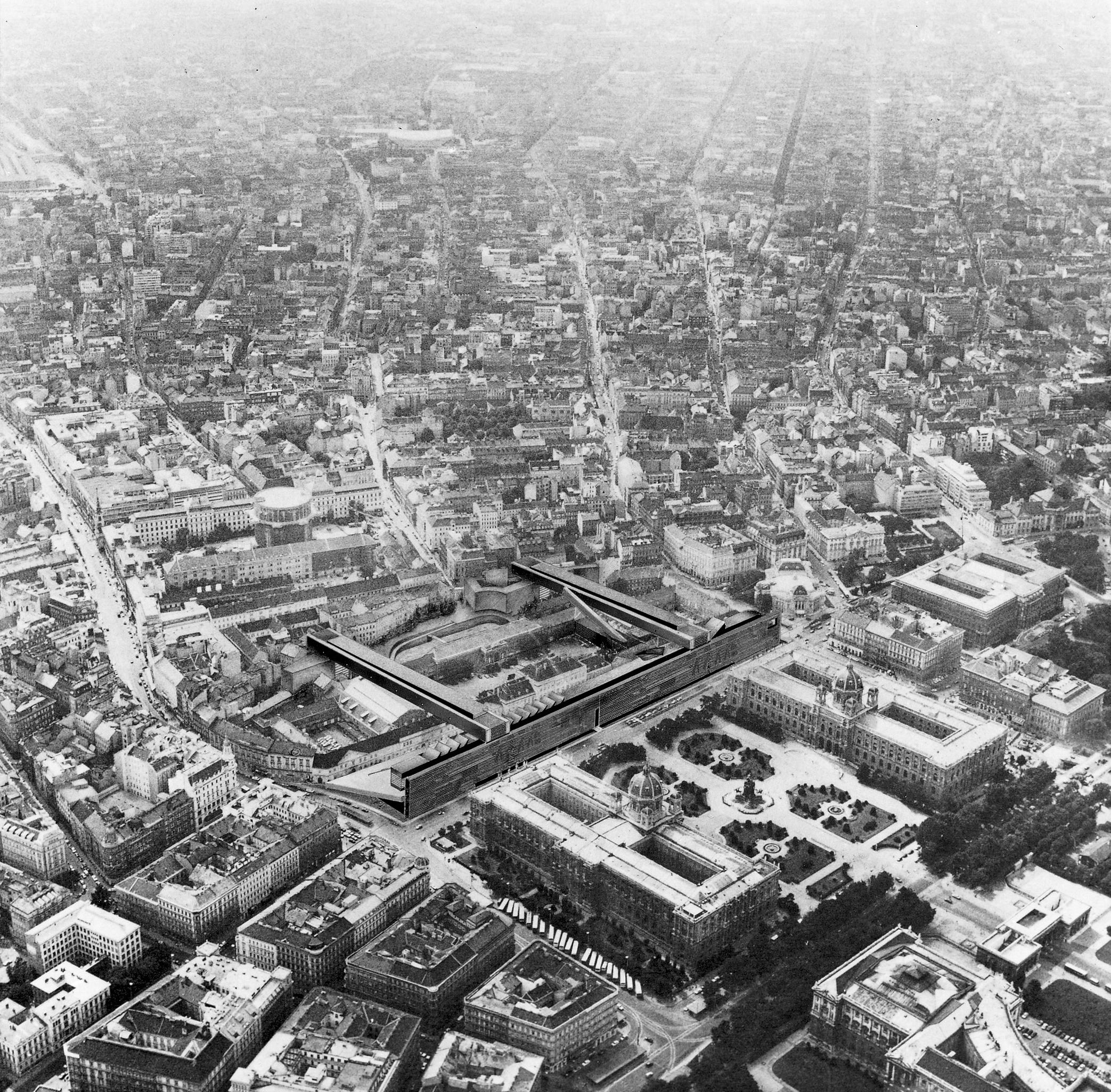
Synthese Museum Wien

- 1987: Synthese Museum – vor/über/im Museumsquartier Wien

- 1991: Radikal Urban Wien Nord

- 1992: La Cartuja Subestructura – Expo`92 Gelände, Sevilla

- 1993: Regierungsviertel im Spreebogen, Berlin

- 1994: Wiedererrichtung der Souks, Beirut

- 1995: Holocaust Memorial am Judenplatz, Wien I mit Heimo Zobernig

- 1997: Hochhaus-Duo, Wien XI

- 1998: Neukonzeption Schwarzenbergplatz Wien mit Kunstprojekt Hans Kupelwieser

- 2009: StadtSzenarien als MetaModelle / Stadt-Modular, ‘departure‘ Wien

- 2012: Städtebauliche Studie Wien XXII – Lobauvorland

- 2015/2019: Land-Art-Interventionen Römersteinbruch St. Margarethen

- 2016/2019: Radikal Urban Wien West / MLV The Mile.Long.Viennese

- 2017: Rear Windows / BIG Art, ‘dieAngewandte‘ Wien

- 2019: Viinikanlahti Urban Ideas Competition, Tampere

## Projekte – Architekturen (Auswahl)
- 1987: Trabrennbahn Linz/Pichling

- 1988: Trigon Museum Graz

- 1989: Bibliotheca Alexandrina

- 1990: Österreich-Pavillon, Expo Sevilla ‘92

- 1990/1992: Ensemble in Gramastetten – Metallwerkstätte/Haus HOF1/Haus P

- 1991: Neuer urbaner Komplex ‚Linzer Tuchfabrik‘

- 1994: Zentralberufsschule Wien X

- 1996: Kansai-kan of the National Diet Library, Japan

- 1998: Zentrum für medizinische Grundlagenforschung, Graz

- 1999: Krematorium und Friedhofsanlage Urnenhain Urfahr, Linz

- 2000: Galerie der Forschung / SCI.LAB ^ – Österreichische Akademie der Wissenschaften, Wien I

- 2000: ST Haus, Linz

- 2004: Haus D, Brixen, Südtirol

- 2007: Haus Frey, Lienz, Osttirol

- 2008: Erste Bank Campus Wien X

- 2010: Freiheits- und Einheitsdenkmal Berlin

- 2011: Erweiterung Gärtnerei Schullian, Bozen

- 2012: Haus HOF2, Gramastetten

- 2013: Konversionsprojekt ‚Green Hotel’ Dachstein-Oberfeld

- 2016: Café 'Das Bruckner', Linz

- 2017: Gedenkort Deportationsrampe Mainz (mit Krüger&Pardeller)

- 2021: Betriebserweiterung Nordfels, Bad Leonfelden

## Ausstellungen (Auswahl)
- 1991: Einzelausstellung Galerie Fenster Städelschule, Frankfurt

- 1991: Einzelausstellung Pauhof in der Metallwerkstätte[1], Gramastetten

- 1992: Transit 18, österreichischer Beitrag für die XVIII Triennale di Milano

- 1993: Application & Implication, Le Magasin, Grenoble

- 1993:Berlin Capitale, Maison de l`Architecture, Marseille

- 1993:After Expo, Col.legi d`Arquitectes de Catalunya, Barcelona

- 1995: Einzelausstellung Pauhof Wien, Fondation pour l`Architecture/C I.II.III.IV. A, Brüssel

- 1995: Einzelausstellung unofficial sponsor of the Architectonic Games worldwide[2], aut_tirol, Innsbruck

- 1996: Einzelausstellung Implied Volumes, Spazio Opos, Mailand

- 1995: Die Schrift des Raumes. Kunsthalle Wien Karlsplatz

- 1995: Einzelausstellung Partition, Galerie Museum Bozen

- 1998: Beyond the Minimal. Architectural Association, London

- 1998: Beyond the Minimal. Art Front Gallery (Hillside Terrace), Tokio

- 1999: ArchiLab Orléans ‘99, l'Architecture du Futur[3]

- 2000: ...der körpererfüllte Raum fort und fort. OK Offenes Kulturhaus Oberösterreich, Linz

- 2001: ArchiLab Orléans ’01, l'Architecture du Futur[3]

- 2002: Einzelausstellung Pauhof Fear Vier. Galerie Renate Kammer, Hamburg

- 2002: Untitled mit Heimo Zobernig[4], Galerie Anselm Dreher, Berlin

- 2002: Trespassing – Konturen räumlichen Handelns.[5], Wiener Secession

- 2003: Collection du FRAC Centre[6], Architectures Experimentales 1950-2000, Saint-Pierre-Le-Puellier, Orléans

- 2007: Alfred Hitchcock & Pauhof – The Wrong House.[7], deSingel, Antwerpen

- 2008: Archetherid, 11. Architekturbiennale Venedig, Österreichischer Pavillon

- 2013: San Rocco’s Book of Copies[8], AA London Gallery (Architectural Association School of Architecture)

- 2023: Radikal Urban / Stadt / Ökologie, PAUHOF Schaulager, ehemalige Franck-Fabrik, Linz

## Ausstellungsgestaltungen (Auswahl)
- 1991: Tiefes Kehlchen von Martin Kippenberger, Projektreihe 'Topographie' der Wiener Festwochen

- 1999: Get together, Kunsthalle Wien Karlsplatz

- 2000: Samuel Beckett / Bruce Nauman[9], Kunsthalle Wien Karlsplatz

- 2000: Walter Obholzer[10], Wiener Secession

- 2002: Yayoi Kusama[11] , Kunsthalle Wien im MUQUA

- 2002: Tableaux Vivants[12], Kunsthalle Wien/MQ

- 2002: Lieber Maler male mir …, Kunsthalle Wien/MQ

- 2003: Walter Niedermayr, Kunsthalle Wien/MQ

- 2017: Walter Niedermayr. Koexistenzen, aut_tirol

- 2017: Snow Future, Naturmuseum Südtirol, Bozen

- 2021: Walter Niedermayr.Transformations, Camera – Centro Italiano per la Fotografia, Turin

## Auszeichnungen
- 2014: Anerkennung Ernst-A.-Plischke-Preis für Haus D
- 2022: Großer Kulturpreis des Landes Oberösterreich – Mauriz-Balzarek-Preis[13]